# Louis Beel
Louis Beel, né le 12 avril 1902 à Ruremonde et mort le 11 février 1977 à Utrecht, est un homme d'État néerlandais. Membre du Parti populaire catholique (KVP), il est notamment Premier ministre des Pays-Bas par deux fois, du 3 juillet 1946 au 7 août 1948 et du 22 décembre 1958 au 19 mai 1959, puis vice-président du Conseil d'État du 1er août 1959 au 1er juillet 1972, ainsi que gouverneur général des Indes néerlandaises du 29 octobre 1948 au 18 mai 1949.

## Biographie
Premier ministre de 1946 à 1948 et de 1958 à 1959, il est ministre des Affaires intérieures de 1945 à 1947, puis à nouveau de 1951 à 1956. Il démissionne du gouvernement en 1956 afin de prendre la présidence de la commission Beel sur l'affaire Greet Hofmans. Il assure l'intérim aux Outre-mer en 1947 et en 1956, au Travail en 1952, fonction nouvellement créée, à la Justice en 1956, puis aux Affaires sociales et à la Santé entre 1958 et 1959 en tant que Premier ministre.
Il est fait ministre d'État en 1956, puis citoyen d'honneur de sa ville natale de Ruremonde en 1967, au côté de l'ancien Premier ministre Jo Cals, lui aussi natif de la ville.